# Casinca
Casinca (en corse : Casinca [kaˈziŋka]) est une ancienne piève de Corse. Située dans le nord-est de l'île, elle relevait de la province de Bastia sur le plan civil et du diocèse de Mariana sur le plan religieux.

## Géographie
Le territoire de l'ancienne piève de Casinca correspond aux territoires des communes actuelles de :
- Vescovato ;
- Venzolasca ;
- Loreto-di-Casinca ;
- Sorbo-Ocagnano ;
- Castellare-di-Casinca ;
- Penta-di-Casinca ;
- Porri.

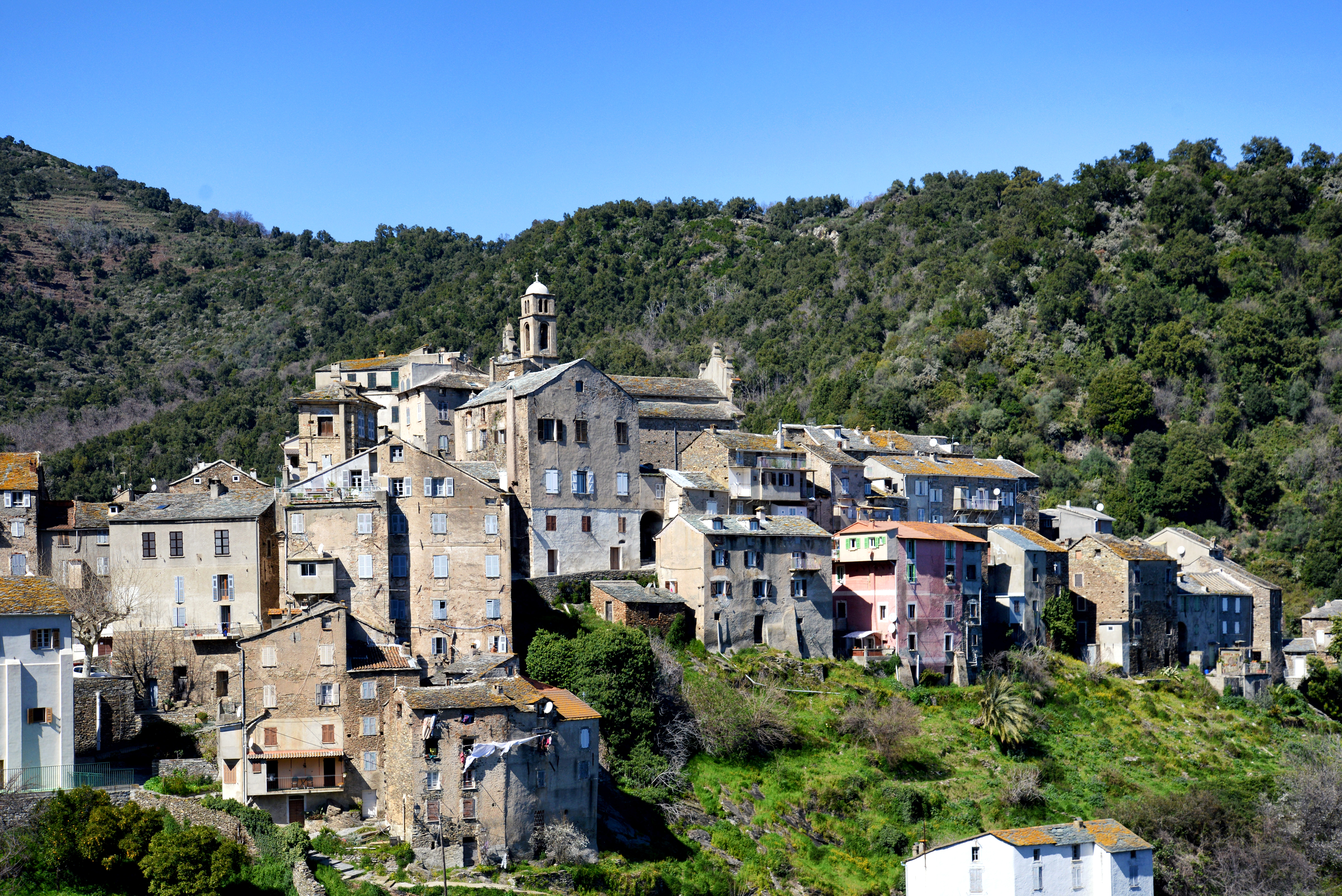
Vescovato.
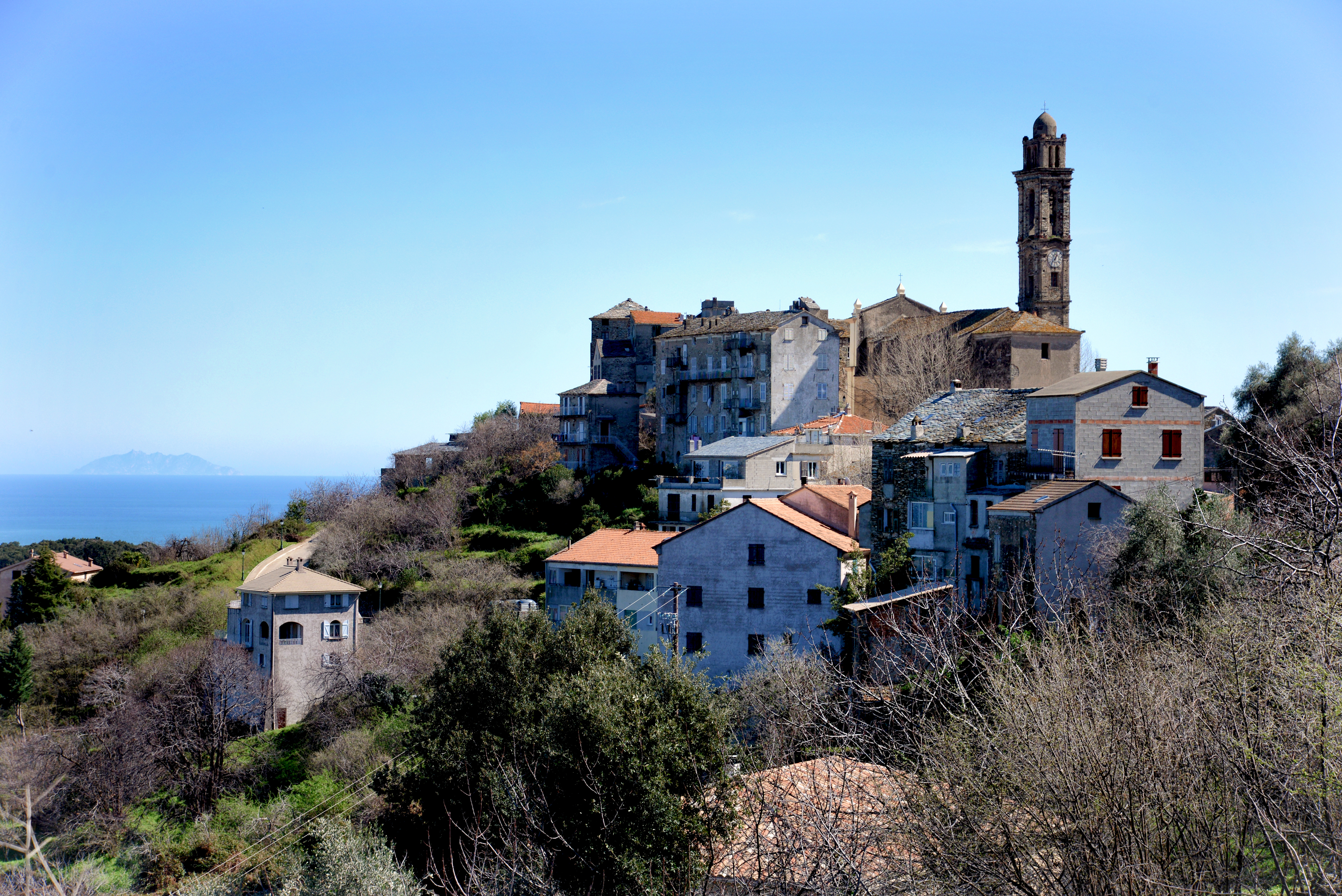
Venzolasca.
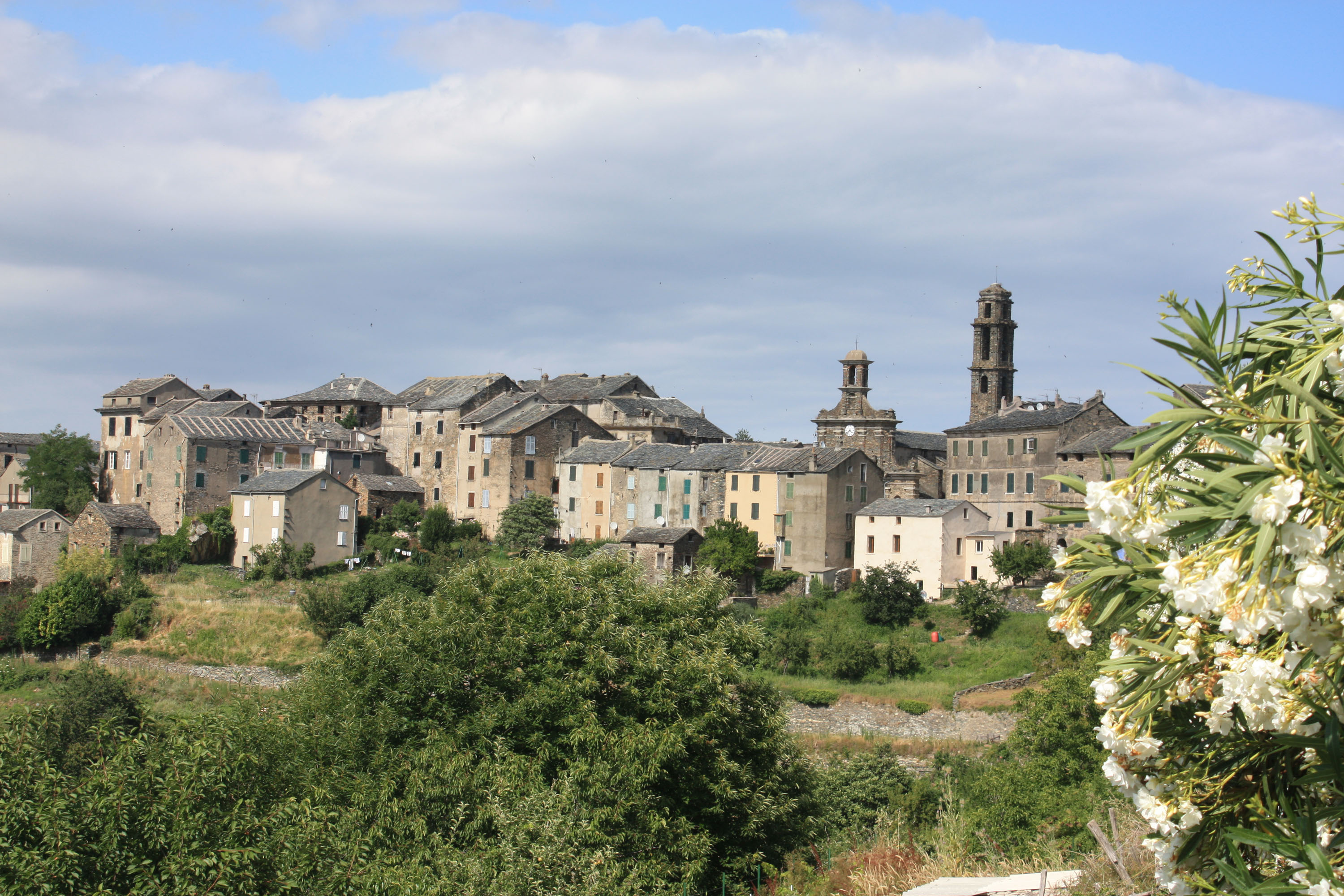
Penta-di-Casinca.

Les pièves limitrophes de Casinca sont :

## Toponymie
Selon Xavier Poli, une simple conjecture, Casinca dérive de Casa-Asinca par raison d'euphonie. Asincum oppidum (Var. Osincum), nom de lieu mentionné par Ptolémée dont l'emplacement est indiqué par les cartes topographiques, était la pieve de Casinca, avec un oppidum à Castellare-di-Casinca.
Plus vraisemblablement, Pierre Lamotte rattache le nom de Casinca à la racine prélatine *KAS- désignant une hauteur, une montagne.

## La pieve religieuse

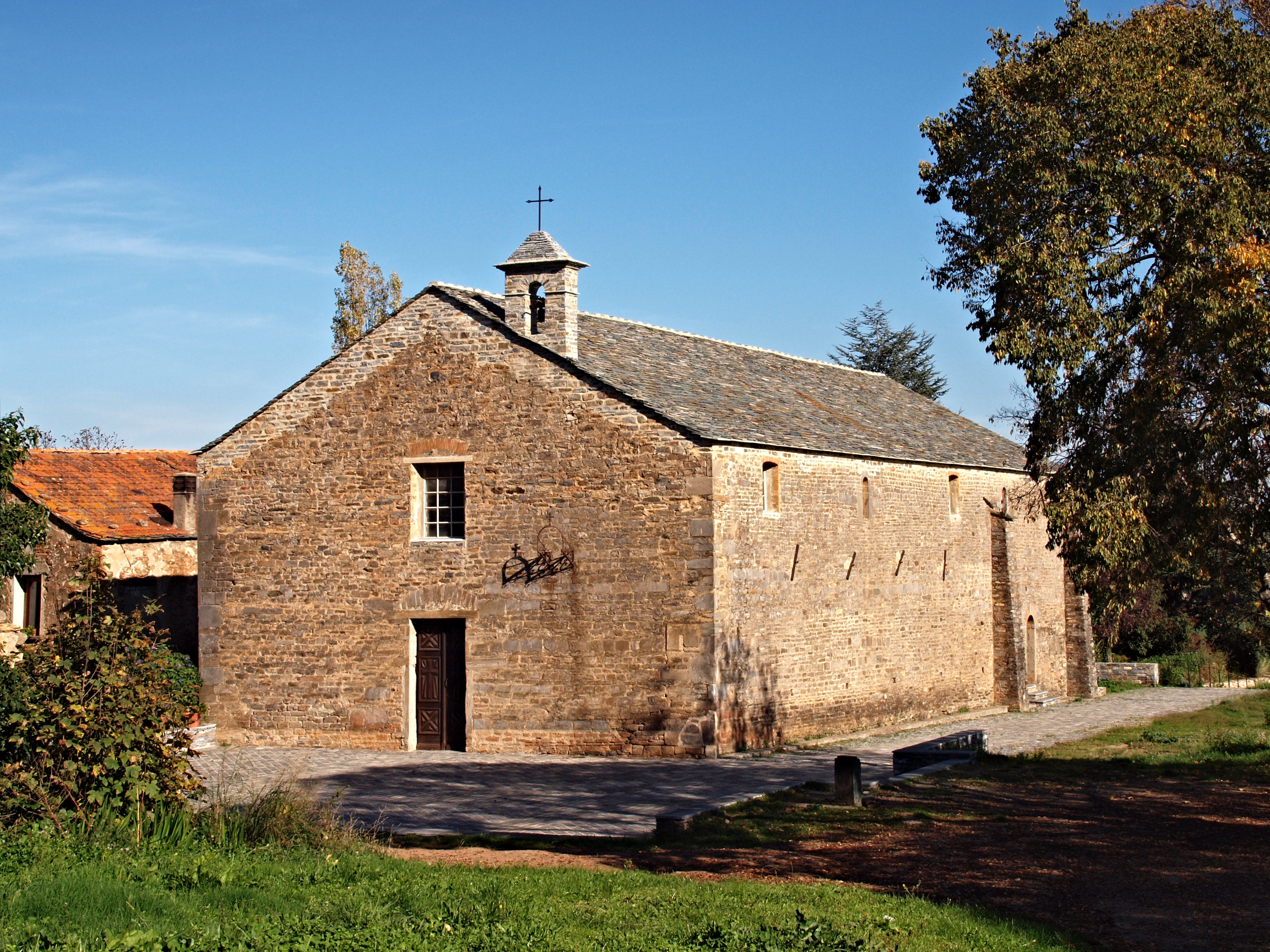
L'église de San Pancraziu, ancienne église piévane de la Casinca.

L'église piévane, ou "pieve" de Casinca était l'église de San Pancraziu. Elle est située sur la commune de Castellare di Casinca. Geneviève Moracchini-Mazel date cette église aux environs des IXe et Xe siècles.